# Неизвестный, Николай Александрович
Николай Александрович Неизвестный (1928, Одесса — ?) — украинский советский партийный деятель, 1-й секретарь Одесского городского комитета КПУ, 2-й секретарь Одесского обкома КПУ. Член Ревизионной комиссии КПУ в 1966—1971 г.. Кандидат в члены ЦК КПУ в 1971—1976 г.. Депутат Верховного Совета УССР 7-8-го созывов.

## Биография
Родился в семье служащего. Трудовую деятельность начал в 1942 году токарем одного из предприятий города Ижевска Удмуртской АССР. В 1945—1946 годах — инструктор Первомайского районного комитета ВЛКСМ города Ижевска.
В 1946—1954 годах — в Советской армии.
Член ВКП (б) с 1950 года.
В 1954 году работал инспектором по кадрам строительного управления треста «Укрторгстрой» в Одессе.
В 1954—1961 годах — инструктор воднотранспортных районного комитета КПУ города Одессы; инструктор Одесского областного комитета КПУ; заведующий организационным отделом Одесского городского комитета КПУ.
В 1961—1963 годах — директор Одесского механического завода.
В 1963—1964 годах — 1-й секретарь Ильичевского районного комитета КПУ города Одессы. В 1964 году — начальник управления кадров, подготовки кадров и учебных заведений Черноморского совнархоза в Одессе.
В декабре 1964 — 20 февраля 1970 — 1-й секретарь Одесского городского комитета КПУ.
19 февраля 1970 — апрель 1973 года — 2-й секретарь Одесского областного комитета КПУ. Освобожден от занимаемой должности в начале апреля 1973 «за недостатки в работе».

## Награды
- орден Трудового Красного Знамени
- прочие ордена
- медали